# Зехау
Зехау (нім. Söchau) — комуна в Австрії, федеральній землі Штирії, окрузі Гартберг-Фюрстенфельд. Площа комуни становить 18,18 км², населення — 1 449 осіб (станом 1.01.2011 р.).
Зехау складається з 5-ти кадастрових гмін (поселень): Зехау (Söchau), Ашбах (Aschbach bei Fürstenfeld) Колграбен (Kohlgraben), Рупперсдорф (Ruppersdorf) та Тотендорф (Tautendorf bei Fürstenfeld).
Зехау також відоме своїми трав'яними садами, інколи його називають «трав'яним селом» або ж «селом трави»

## Історія
На території комуни виявлено знахідки датовані І—ІІ ст. н. е. У VI—VII ст. ця земля була заселена слов'янами. Звідси походить і назва Зехаю від слов'янського «sekati», що означає «чистий». Аж до ХІІІ ст. ця місцевість не була заселена.
Перші згадки про появу Зехаю сягають 1160—67 років. Перший письмовий документ, де безпосередньо згадується Зехаю припадає на 1218 рі, коли хрестоносець Вульфін фот Штубенберг заповів село в разі його смерті Ордену Святого Іоанна. Між іншим, фон Штубенберг повернувся з походу додому. Коли село було продано — не відомо.
1418 року в селі з'являється кірха, яка згодом була названа честь Святого Віта. Це дає підстави говорити, що Зехау є одним з найстаріших поселень Східної Штирії.
Поблизу поселення знаходяться численні фортифікаційні споруди, призначення яких було захищати Штирію від османської небезпеки, коли турки володіли Угорщиною.

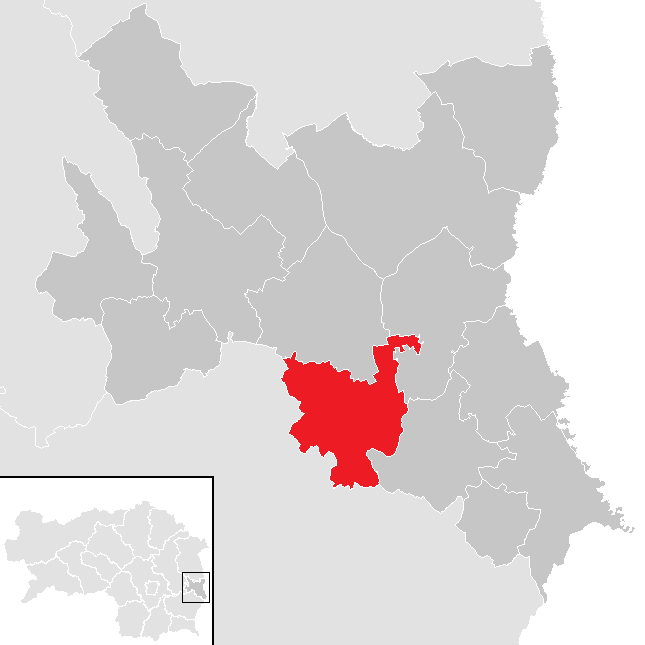
Комуна Зехау на карті округу Фюрстенфельд

## Політика
Бургомістр комуни
До ради комуни входять 15 осіб, серед яких:
- СДПА — 5;
- Список Каппера до муніципалітету — 5;
- АПН — 4;
- Зелені — 1;

## Інфраструктура
За допомогою куротної залізниці (Thermenbahn) Зехау має сполучення з Австрійською залізничною мережею.